# Survivor 46
Survivor 46 (v anglickém originále Survivor 46) je čtyřicátá šestá řada americké reality show Survivor. Natáčela se v červnu roku 2023 a premiérově byla vysílána na CBS od 28. února do 22. května 2024.

## Poloha a doba natáčení
Série se odehrávala na Fidži, konkrétně na souostroví Mamanuca. Natáčela se od 3. do 28. června 2023.